# Layal Abboud
Layal Abboud (ASA-LC: Layal Eabuwd (em árabe: ليال عبود , ;  laj'ja:l ʕab'bu:d; (Kniseh, 15 de maio de 1982) é uma cantora pop, entertainer folclórica, poeta fonética e lírica, dançarina, modelo de prova, muçulmana e ativista humanitária.

## Biografia
Nasceu numa grande família musical em Keniseh, Distrito de Thyre, Líbano Sur,
Seu pai Mounir, e a mãe Maryam, tiveram três homens e seis mulheres. Quando ainda era menina, começou a cantar e dançar e era fã do cantor pop egípcio Amr Diab.
Abboud é uma ex-oficial de polícia da ISF. Estudou literatura inglesa na Universidade do Líbano e tradução na Universidade Árabe de Beirut; também estudou expressão musical na Universidade Americana de Ciência e Tecnologia.
Apresentou-se pela primeira vez na série de Studio El-Fã, estreando-se como concorrente do Líbano Sur de 2001 e de 2002. A carreira musical de Abboud floresceu com o lançamento de seu primeiro álbum Fi Shouq (em árabe: في شوق , : Almejando) publicado em fins de 2007.
Suas canções são compostas em diferentes dialectos arábes, e a cantora é famosa por sua apresentação da música folclórica libanesa e concertos internos de verão. Layal é uma membro do نقابة الفنانين المحترفين في لبنان (Associação de artistas profissionais no Líbano).
Começou a trabalhar como professora particular aos 14 anos, tendo mais de treze estudantes.
Estudou música no Instituto Nacional de Música durante dois anos, graduando-se e recebendo um diploma.
Layal serviu como oficial de polícia na Força policial do Líbano, trabalhando em segurança por dois anos, no Departamento de Inspecção do Aeroporto Internacional Rafic Hariri.

### Carreira musical
Layal apareceu em televisão, pela primeira vez, no famoso programa Studio El-Fã como concorrente na temporada 2001 a 2002.
Tem cantado em vários cafés e restaurantes de Beirut, e finalmente trabalhou em redes com músicos como Richard Najm, Tony Abi Karam e Salim Salameh.
Layal passou a estudar música com Richard Najm, e em 2006 converteu-se numa multi-instrumentista experiente em oud, órgão e guitarra.
Seu primeiro álbum, Fi Shouq (em árabe: في شوق , : Almejando) lançou-se a fins de 2007. Numa entrevista com um egípcio a respeito de suas preferências na música, Layal assegurou que -"A música é minha vida!"
As inspirações de Layal incluem Ammar El Sherei, Baligh Hamdi e Sabah a quem Layal chamou o "ideal de minha carreira artística". Em julho de 2014, Layal também disse que estava "muito atraída pelos músicos franceses, possivelmente porque sou um pouco romântica empedernida"."
Além de ser cantora e música, Layal também é poeta e compositora, ainda que diz que se abstém de publicar os seus poemas ou composições para se centrar em sua carreira musical, tal como lhe aconselhou a sua manager, Dory Shehade.